# Drumskinny

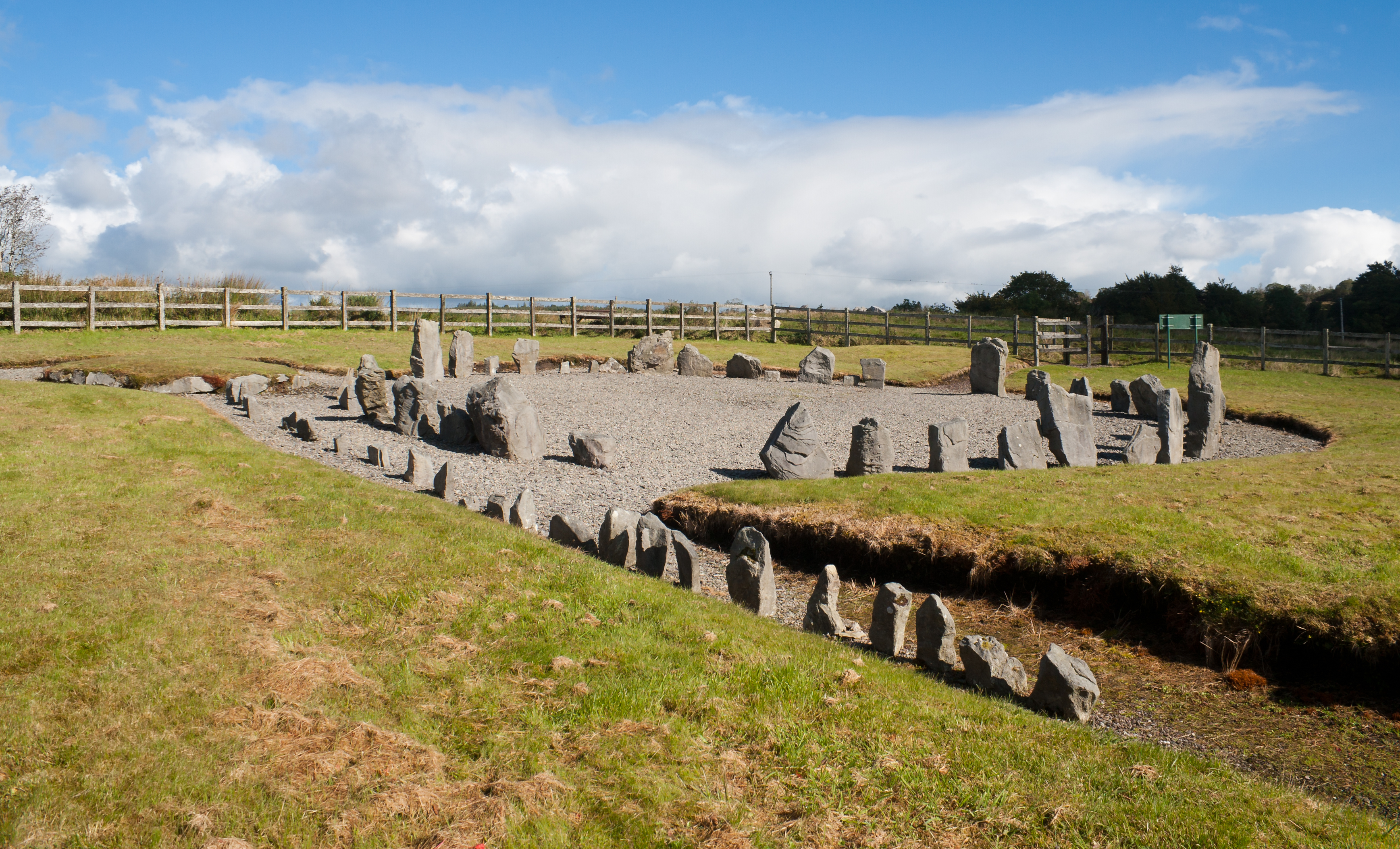
Südwestansicht des Steinkreises mitsamt der auf den Cairn gerichteten Steinreihe

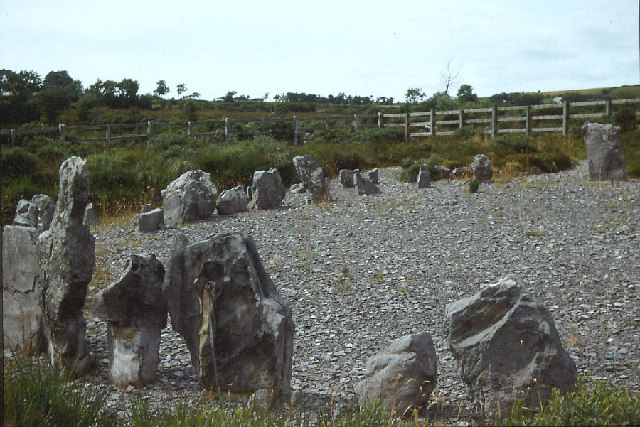
Steinkreis mit Steinreihe

Drumskinny (irisch: Droim Scine, Messerrücken) ist ein vorzeitlicher Anlagenkomplex, der 7,2 km nördlich von Kesh im County Fermanagh in Nordirland liegt. Hier befinden sich, ganz eng benachbart, ein Cairn, ein Steinkreis und eine Steinreihe. Der Platz lag im Hochmoor. Er wurde nach der Ausgrabung im Jahre 1962 entwässert.
Der kleine ovale Cairn von 4,0 auf 3,75 m Durchmesser, in dem sich keine Bestattung befand, ist mit einer 15 m langen Reihe aus ursprünglich 24 Steinen verbunden. Die Steine sind ziemlich klein.
Von derselben Art wie die Kreise von Beaghmore und wahrscheinlich ebenfalls aus der Bronzezeit ist der Steinkreis mit 12,8 m Durchmesser. Er besteht aus 39 unterschiedlich hohen Steinen. Der größte ist 1,8 m hoch. Einige Steine wurden bei der Ausgrabung ersetzt, diese sind mit „MOF“ markiert. Die Anlage ist heute eingezäunt und sehr gepflegt.
In der Nähe stehen/liegen der Menhir, die Steinkreise und die Steinreihe von Montiaghroe.